# Cetostoma
Cetostoma is een monotypisch geslacht van straalvinnige vissen uit de familie van walviskopvissen (Cetomimidae).

## Soort
- Cetostoma regani Zugmayer, 1914